# Emiliano Ariel López
Emiliano Ariel López (La Plata, Buenos Aires, Argentina; 23 de abril de 1988) es un futbolista argentino. Juega como delantero y actualmente se encuentra jugando en el equipo Central Norte de Salta. Se destacó por sus grandes actuaciones en el Comunicaciones Fútbol Club, teniendo grandes cifras en goles por partido. También se destacó en el torneo del Ascenso Argentino con Club Atlético Alvarado, teniendo una buena reputación a lo largo del mismo, como también en la final por el ascenso al Nacional B, siendo el marcador del único gol del partido.

## Clubes
| Club                    | País      | Año           | PJ | Goles |
| ----------------------- | --------- | ------------- | -- | ----- |
| El Porvenir             | Argentina | 2009          | 17 | 3     |
| Deportivo Roca          | Argentina | 2009 - 2012   | 77 | 16    |
| Alumni                  | Argentina | 2012 - 2013   | 13 | 0     |
| Sarmiento de la Banda   | Argentina | 2013          | 18 | 9     |
| Libertad de Sunchales   | Argentina | 2014          | 32 | 7     |
| Deportivo Suchitepéquez | Guatemala | 2014 - 2015   | 43 | 26    |
| Comunicaciones          | Guatemala | 2015 - 2016   | 62 | 30    |
| Atlético Venezuela      | Venezuela | 2017          | 18 | 5     |
| Comunicaciones          | Guatemala | 2017          | 34 | 10    |
| Club Atlético Alvarado  | Argentina | 2018-2019     | 28 | 8     |
| Estudiantes de Caseros  | Argentina | 2019-2020     | 9  | 1     |
| Deportivo Madryn        | Argentina | 2020-presente | 38 | 8     |